# Illumina, Inc.
Illumina, Inc. — американська біотехнологічна компанія зі штаб-квартирою в Сан-Дієго, Каліфорнія. Компанія Illumina, зареєстрована 1 квітня 1998 року, розробляє, виробляє та продає інтегровані системи для аналізу генетичних варіацій геному (послідовностей частин геному) та аналізу біологічних процесів що відбуваються в клітинах. Компанія надає ряд продуктів і послуг, які охоплюють ринки секвенування, генотипування та експресії генів, а також протеоміки, і обслуговує понад 155 країн. 
Клієнтами Illumina є центри геномних досліджень, фармацевтичні компанії, академічні установи, організації клінічних досліджень і біотехнологічні компанії. 

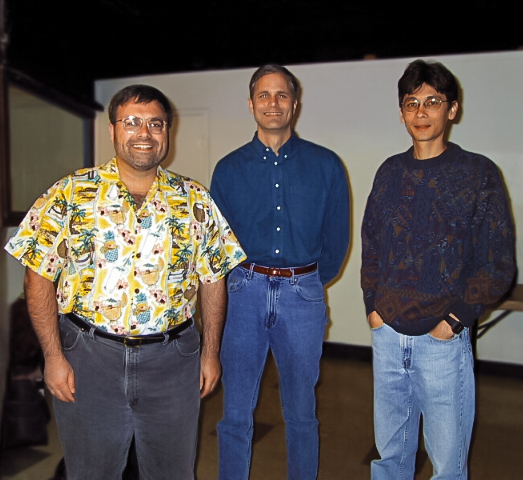
Чарник, Стюльпнагель і Чі в офісі Illumina влітку 1998 року

Illumina була заснована в квітні 1998 року Девідом Волтом, Ларрі Боком, Джоном Стюлпнагелем, Ентоні Чарніком і Марком Чі. 
Працюючи з CW Group, фірмою з венчурним капіталом, Бок і Стюльпнагель розкрили, що стане технологією Illumina BeadArray  в Університеті Тафтса, і домовилися про ексклюзивну ліцензію на цю технологію. У 1999 році Illumina придбала компанію Spyder Instruments (засновану Міхалом Леблом, Річардом Хоутеном і Юттою Айхлер) для їхньої технології високопродуктивного синтезу олігонуклеотидів. 
Ilumina завершила первинне розміщення акцій у липні 2000 року 
Illumina почала пропонувати послуги генотипування однонуклеотидного поліморфізму у 2001 році та запустила свою першу систему, Illumina BeadLab, у 2002 році, використовуючи технологію GoldenGate Genotyping.  
Компанія наразі пропонує мікрочипові продукти та послуги для широкого спектру генетичних аналізів,  включаючи генотипування SNP, експресію генів і аналіз білків. Технології Illumina використовуються багатьма академічними, урядовими, фармацевтичними, біотехнологічними та іншими провідними установами по всьому світу.
26 січня 2007 року компанія завершила придбання британської компанії Solexa, Inc. за ~650 мільйонів доларів.  Solexa була заснована в червні 1998 року Шанкаром Баласубраманяном і Девідом Кленерманом для розробки та комерціалізації технології секвенування генома, винайденої засновниками в Кембриджському університеті. Компанія Solexa, Inc. була заснована в 2005 році, коли компанія Solexa Ltd була перетворена на Lynx Therapeutics of Hayward . 
Illumina також використовує технологію секвенування колоній ДНК, винайдену в 1997 році Паскалем Майєром і Лораном Фарінеллі  і яку Solexa придбала в 2004 році у Manteia Predictive Medicine . Вона використовується для виконання ряду аналізів, включаючи повторне секвенування геному, аналіз експресії генів і аналіз малої рибонуклеїнової кислоти (sRNA).
У червні 2009 року Illumina оголосила про запуск власної  служби секвенування повного генома (найменування програми - Personal Full Genome Sequencing Service) на глибині 30х охватів. 
До 2010 року Illumina продавала лише інструменти з позначкою «лише для дослідницького використання»; на початку 2010 року Illumina отримала схвалення FDA для своєї системи BeadXpress для використання в клінічних тестах.   Це було частиною стратегії компанії на той час — відкрити власну лабораторію CLIA і почати пропонувати клінічне генетичне тестування. 
Illumina придбала компанію Epicenter Biotechnologies, розташовану в Медісоні, штат Вісконсін, 11 січня 2011 року.  25 січня 2012 року Hoffmann-La Roche зробила несподівану пропозицію купити Illumina за $44,50 за акцію або близько $5,7 млрд.   Потім Roche підвищила свою пропозицію (до 51,00 дол. США, приблизно на 6,8 млрд дол. США). 
Ilumina відхилила пропозицію , а Roche відмовився від пропозиції в квітні. 
У 2014 році компанія анонсувала багатомільйонний продукт HiSeq X Ten.   У січні 2014 року Illumina вже займала 70% ринку автоматичних машин для секвенування геному.  На автоматизовані машини Ilumina припадає понад 90% усіх секвенованих ДНК.  У 2020 році компанія придбала докомерційний проект фірми Enancio, яка розробила алгоритм стиснення даних ДНК, спеціально націлений на дані Illumina, здатний зменшити обсяг пам’яті на 80% (наприклад, 50 ГБ даних може бути стиснено до 10 ГБ). 
5 липня 2016 року Джей Флетлі, який обіймав посаду генерального директора з 1999 року, обійняв посаду виконавчого голови ради директорів. Френсіс де Соуза, який був президентом компанії з 2013 року, взяв на себе додаткову роль генерального директора. 
Наприкінці 2015 року від Illumina відокремилася компанія Grail, яка займалася дослідженням крові на ракових пухлин в крові. У 2017 році Grail планувала залучити 1 мільярд доларів у другому раунді фінансування та отримати фінансування від Білла Гейтса та Джеффа Безоса, які інвестували 100 мільйонів доларів у фінансування серії A, в той час як Illumina вирішила зберегти 20% акцій Grail.  Grail працює над аналізом крові понад 120 000 жінок під час запланованих візитів на мамографію в штатах Міннесота та Вісконсін, США. Для тестування Grail використовує технологію секвенування Illumina. 
У вересні 2020 року Illumina оголосила про запропоновану грошову та фондову угоду щодо придбання акцій Grail за 8 мільярдів доларів.  
У листопаді 2018 року Illumina запропонувала придбати Pacific Biosciences за 8,00 доларів США за акцію або загалом близько 1,2 мільярда доларів США.   У грудні 2019 року Федеральна торгова комісія США (FTC) подала до суду на компанію щодо угоди, щоб заблокувати придбання акцій.  Запропонована угода була скасована 2 січня 2020 року, і Illumina сплатила Pacific 98 мільйонів доларів за розірвання. 
У березні 2021 року  Федеральна торгова комісія США (FTC) подала до суду, щоб заблокувати вертикальну інтеграцію Illumina з Grail вартістю 7,1 мільярда доларів.   У липні 2021 року Європейська комісія почала розслідування з приводу придбання акцій Grail компанією Illumina.  Всупереч розпорядженням Федеральної торгової комісії США та Європейської комісії по результатам проведення розслідувань, Illumina публічно оголосила про завершення придбання Grail 18 серпня 2021 року.  Невдовзі після цього  Федеральна торгова комісія США закликала Illumina «розірвати» угоду щодо інтеграції , а в жовтні 2021 року Європейська комісія наказала Illumina залишити Grail окремою компанією  та вжила тимчасових заходів, щоб запобігти завданню шкоди конкуренції, або сплатити штрафні санкції, до 5% від їх середнього щоденного обороту та/або штрафу до 10% від їхнього річного обороту в усьому світі відповідно до статей 15 і 14 Регламенту ЄС про злиття.  У вересні 2022 року адміністративний суддя США виніс рішення проти спроб   Федеральної торгової комісії США запобігти придбанню з антимонопольних підстав.  У квітні 2023 року  Федеральна торгова комісія США наказав Illumina скасувати придбання Grail.  У липні 2023 року Європейська комісія наклала 432 мільйонів євро ($476 мільйон) штрафу для Illumina за закриття угоди щодо придбання Grail без схвалення ЄС. 
У вересні 2022 року Illumina випустила NovaSeq X і NovaSeq X Plus.  NovaSeq X Plus може секвенувати 20 000 геномів на рік, порівняно з 7 500 на рік на попередніх автоматах для секвенування Illumina, і генерувати до 16 Тб даних за один запуск.  Серія включає перероблені реагенти, барвники та полімерази, які можна транспортуватися при температурі навколишнього середовища. 
У червні 2023 року де Соуза пішов у відставку з посади генерального директора Illumina, і його замінив Чарльз Дедсвелл, головний юрисконсульт компанії.  Також у червні 2023 року генеральний директор компанії Hologic Стівен Макміллан був призначений головою ради директорів. 
У вересні 2023 року старший віце-президент Agilent Technologies Джейкоб Тайсен був призначений генеральним директором. 
У жовтні 2023 року Європейська комісія наказала відокремити Grail з Illumina протягом наступних дванадцяти місяців.  Ilumina заявила, що вивчить продаж третьою стороною або транзакцію на ринках капіталу, якщо їй не вдасться виграти свій поточний виклик у суді. 

### Історія придбання
Нижче наведено ілюстрації злиття, поглинання, відокремлення та попередників компанії:
- Illumina, Inc.
  - Spyder Instruments (Acq 1999)
  - CyVera, Inc. (Acq 2005)
  - Solexa, Inc. (Acq 2007)
    - Solexa Ltd (Merged 2005)
    - Lynx Therapeutics Inc. (Merged 2005)

  - Avantome Inc. (Acq 2008)
  - Helixis, Inc. (Acq 2010)
  - Epicentre Biotechnologies (Acq 2011)
  - BlueGnome (Acq 2012)
  - Verinata Health, Inc. (Acq 2013)
  - Advanced Liquid Logic (Acq 2013)
  - NextBio (Acq 2013)
  - Myraqa (Acq 2014)
  - GenoLogics Life Sciences Software Inc. (Acq 2015)
  - Conexio Genomics (Acq 2016)
  - Edico Genome (Acq 2018)
  - Enancio  (Acq 2020)
  - BlueBee (Acq 2020)
  - Emedgene (Acq 2021)
  - IDbyDNA (Acq 2022)

## Продукти компанії

### Для секвенування ДНК

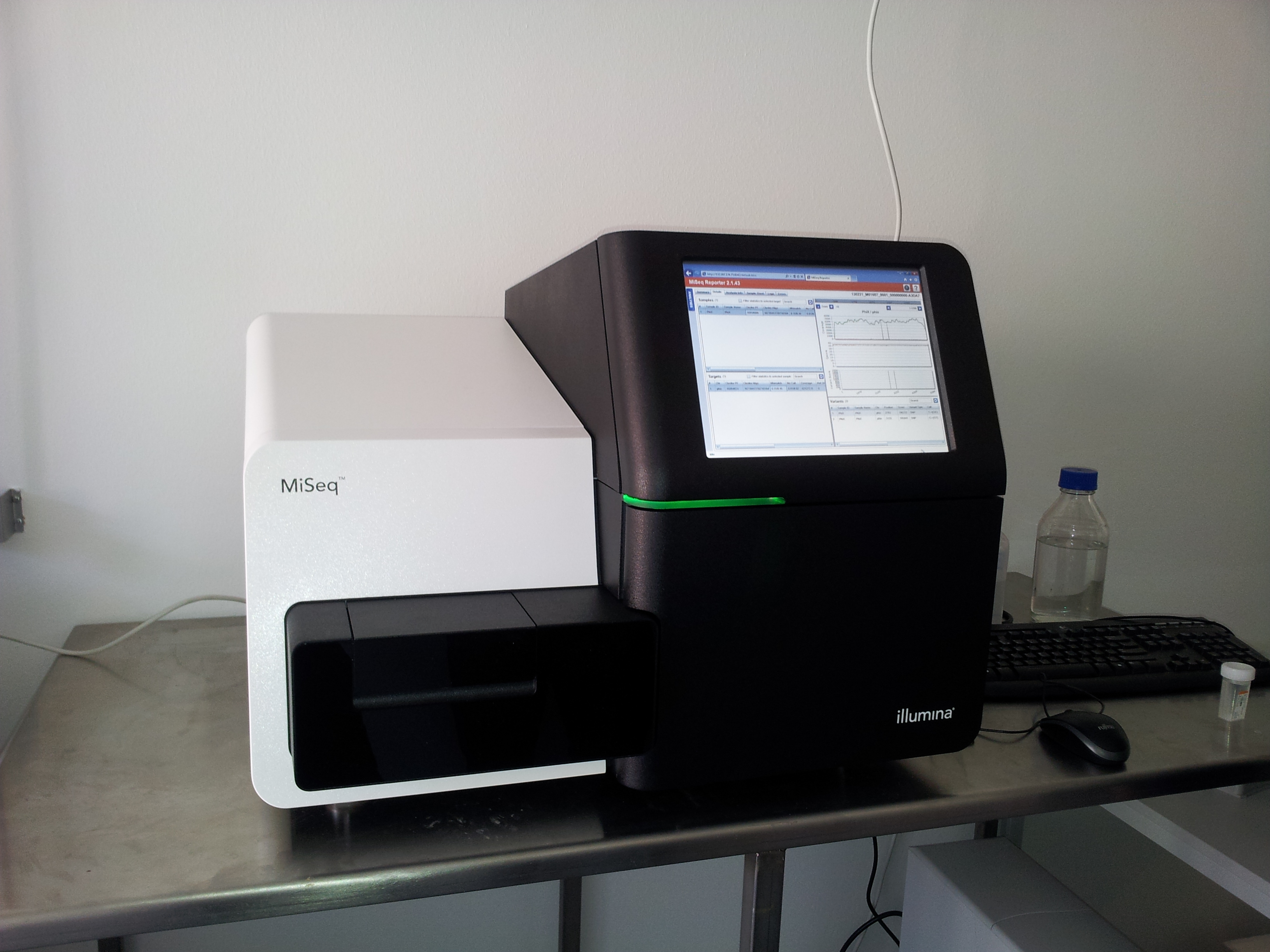
Секвенатор Illumina MiSeq

Ilumina продає низку високопродуктивних систем секвенування ДНК, також відомих як секвенатори ДНК, на основі технології, розробленої Solexa. Технологія використовується для створення кластерів і оборотних термінаторів для визначення послідовності ланцюжків геному.   Технологія, що лежить в основі цих систем секвенування, включає лігування фрагментованої ДНК до чіпа з наступним додаванням праймера та послідовним включенням і виявленням флуоресцентного dNTP .
Залежно від комплекту, який використовується, згідно з даними компанії, серія MiSeq генерує до 25 мільйонів зчитувань за один цикл.  З кюветами з подвійним потоком NextSeq 2000 генерує до 2,4 мільярдів одноразових зчитувань за цикл роботи, а серія NovaSeq X — до 52 мільярдів разових зчитувань за цил роботи.  Illumina використовує секвенування наступного покоління, яке є набагато швидшим і ефективнішим, ніж традиційне секвенування Сенгера .  Секвенатори Illumina виконують технологію масового паралельного секвенування .  Ця технологія має вищу точність, ніж секвенування третього покоління . 

## Проточні мікрочипи

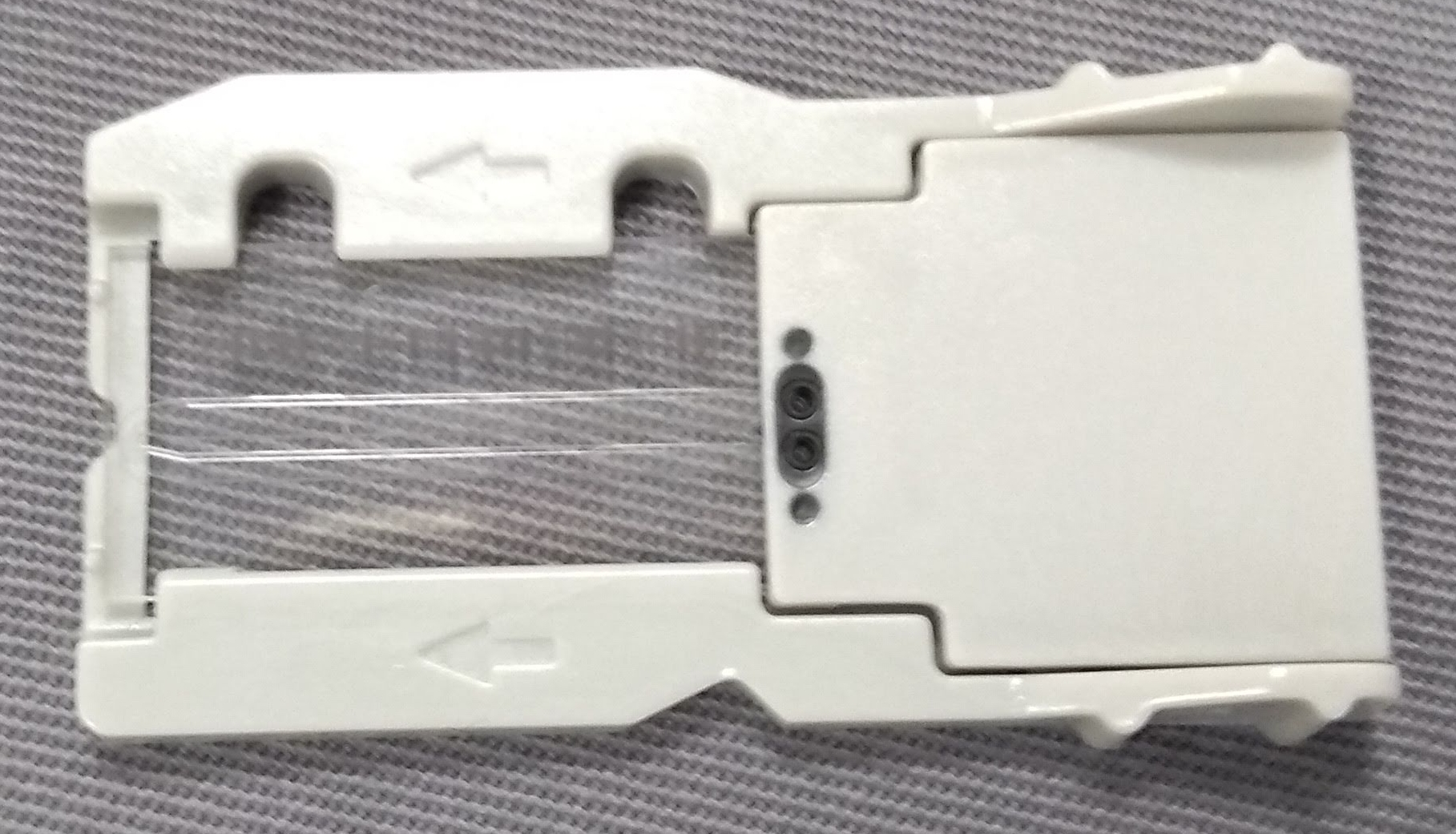
Плаваюча комірка MiSeq

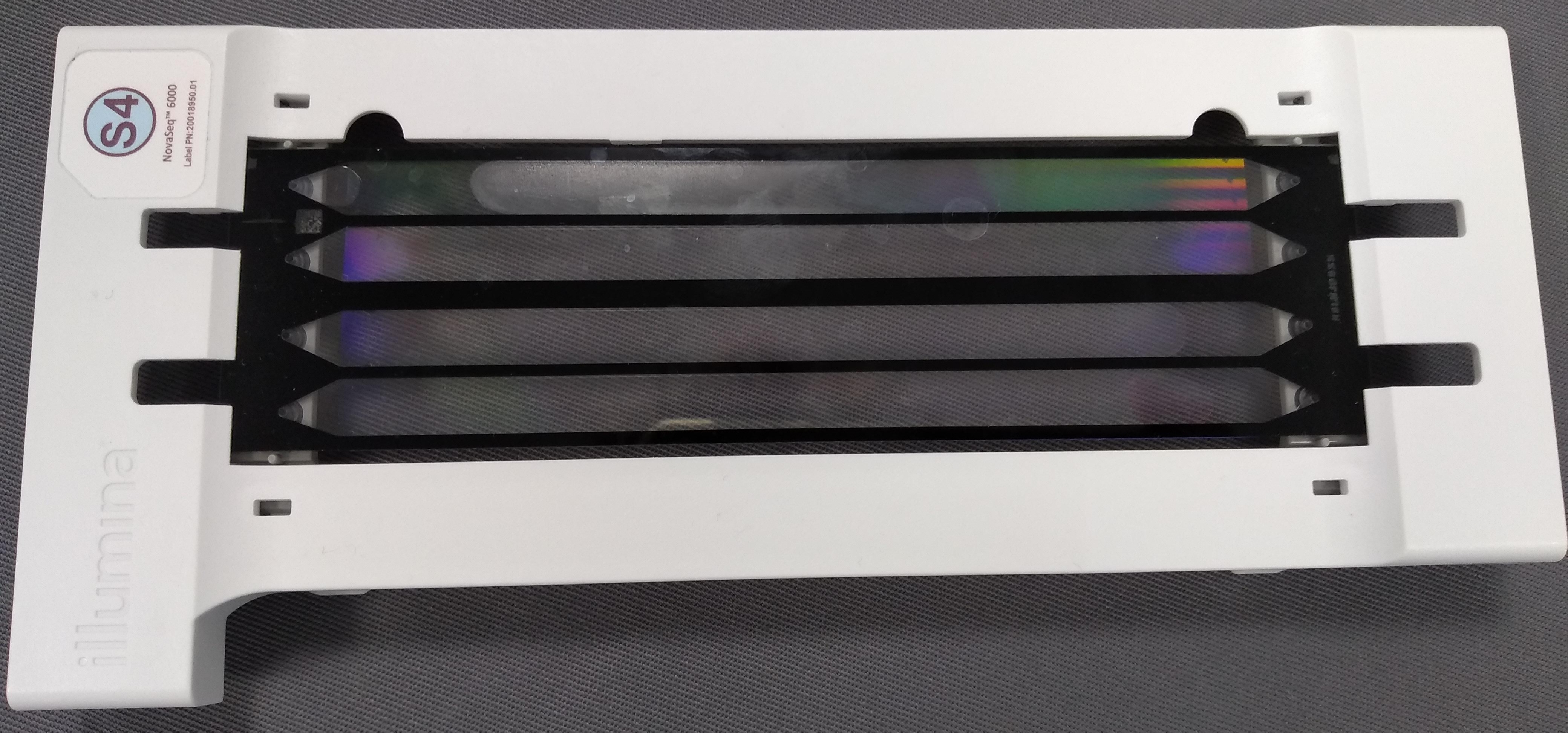
Плаваюча комірка NovaSeq

Секвенування Ilumina відбувається всередині плаваючих клітинок . Ці клітинки невеликі за розміром і розміщені у відділенні проточної кювети. Кластеризація проточних клітин відбувається, коли зразок денатурованої ДНК поміщають у проточну кювету. Праймери, які вже знаходяться в каналі проточної клітини, захоплюють і зв’язуються з кінцями короткого денатурованого зразка ДНК. Потім додається ДНК-полімераза та вводяться будівельні блоки ДНК. Це призводить до новосинтезованої нитки, обмеженої нижньою частиною проточної кювети. Далі вихідний шаблонний ланцюг вимивається, зв’язуючи щойно синтезований ланцюг з іншою послідовністю ДНК, присутньою на поверхні. ДНК-полімераза та будівельні блоки вводяться знову, утворюючи новий ланцюг. Ці кроки повторюються, поки в кластері не буде зроблено близько 1000 копій. 

## Акції компанії та конкуренти
Акції компанії Illumina, Inc. зазнали зниження вартості в 2025 році через кілька ключових факторів:
1. Обмеження з боку Китаю: 4 лютого 2025 року Китай включив Illumina до свого списку «ненадійних суб'єктів» у відповідь на новий раунд тарифів, запроваджених президентом США Дональдом Трампом. Це призвело до заборони експорту секвенаторів Illumina до Китаю, що негативно вплинуло на доходи компанії, оскільки Китай становив близько 7% її річного доходу.   wsj.com
2. Антимонопольні розслідування та вимога продажу Grail: У жовтні 2023 року Європейська комісія наказала Illumina протягом дванадцяти місяців відчужити компанію Grail, яку вона придбала раніше. Це рішення було підтверджено в грудні 2023 року, коли Illumina оголосила про плани продати активи Grail після тривалих судових розглядів з антимонопольними органами.   thepharma.media
3. Загострення конкуренції: Illumina стикається з посиленням конкуренції з боку таких компаній, як BGI Genomics та MGI Tech, які зміцнюють свої позиції на ринку генетичного секвенування.

Ці фактори, разом із загальними економічними умовами та геополітичними напруженнями, сприяли зниженню ціни акцій Illumina, Inc.
Продукти компаній BGI Genomics та MGI Tech (китайські компані) мають кілька переваг над продуктами Illumina, Inc.:
1. Вища точність секвенування: У дослідженні, опублікованому в журналі Nature Biotechnology у вересні 2021 року, технологія BGI/MGISEQ продемонструвала найнижчу частоту помилок серед основних платформ секвенування. Крім того, дані, отримані за допомогою приладів BGI/MGISEQ, мали найнижчий рівень дублікатів прочитань та меншу кількість невирівняних прочитань порівняно з приладами платформи Illumina.   helicon.ru
2. Зниження вартості секвенування: Компанія MGI розробила платформу DNBSeq-Tx, яка дозволяє секвенувати до 100 000 людських геномів на рік, знижуючи вартість секвенування одного генома до $100. Це значно зменшує витрати порівняно з попередніми технологіями.   pcr.news
3. Вища пропускна здатність та гнучкість: Платформа MGISEQ-T7 підтримує одночасну, але незалежну роботу чотирьох проточних кювет в одному процесі, що дозволяє обробляти кілька проточних кювет з різною довжиною прочитання та різними застосуваннями. Це забезпечує більшу гнучкість та ефективність у проведенні секвенування.   prnewswire.com
4. Інноваційна технологія секвенування: MGI використовує технологію DNBSEQ, яка включає підготовку бібліотек методом «наношариків» (DNA nanoball, DNB) та секвенування за допомогою комбінаторного синтезу зонда-якоря (cPAS). Ця технологія дозволяє знизити витрати на секвенування та збільшити пропускну здатність.   bmkgene.com

Ці переваги роблять продукти BGI Genomics та MGI Tech конкурентоспроможними на ринку секвенування, пропонуючи користувачам високу точність, ефективність та економічність.